# المسيحية في جزيرة نورفولك

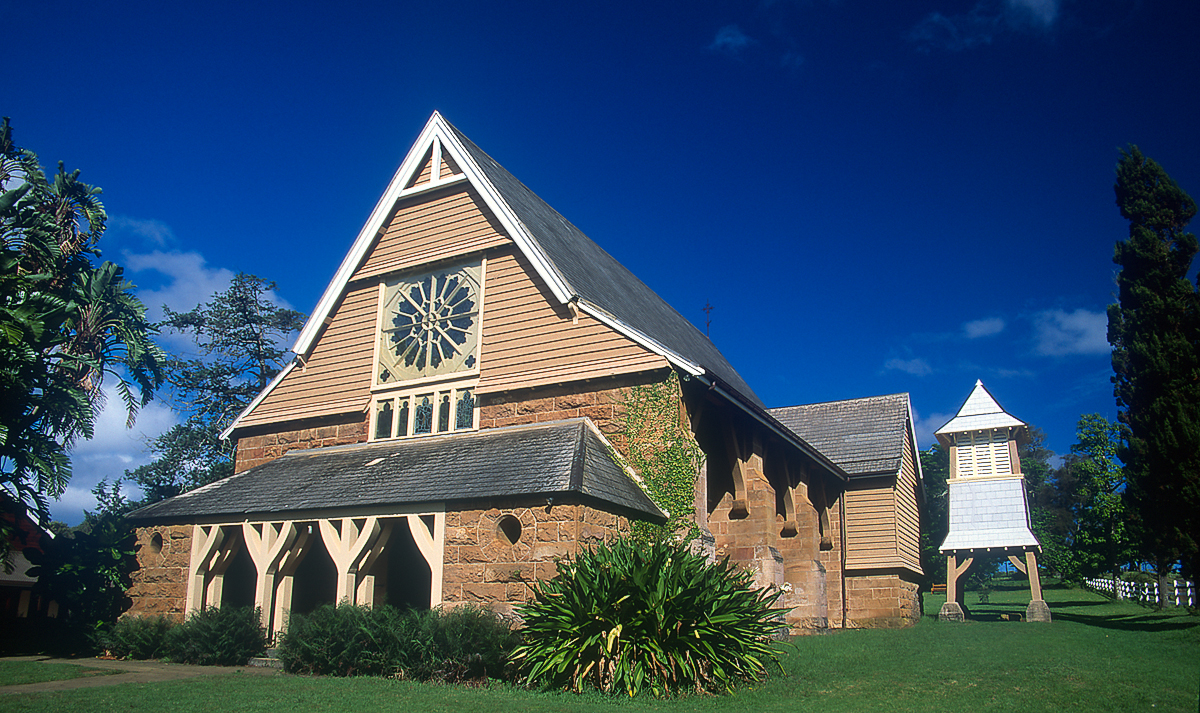
كنيسة الأسقف باتسون التذكارية في جزيرة نورفولك.

تُشكل المسيحية في جزيرة نورفولك أكثر الديانات إنتشاراً بين السكان، وفقاً لتقديرات مصادر مختلفة حوالي 61.3% من السكان من المسيحيين. وتعد البروتستانتية كبرى المذاهب المسيحية في البلاد، حيث أن حوالي 49.6% من السكان هم من أتباع الكنائس البروتستاتية المختلفة، يليهم أتباع الكنيسة الرومانية الكاثوليكية مع حوالي 11.7% من السكان. وتعد الكنيسة الأنجليكانية والتي تشكل حوالي 31.8% من السكان، والكنيسة المتحدة مع حوالي 10.6% من السكان، والأدفنتست مع حوالي 3.2% من السكان، كبرى الطوائف البروتستانتية في البلاد.
بعد وفاة أول قسيس القس نوبس في عام 1884، تم تشكيل الكنيسة الميثودية وفي عام 1891 تجمعت جماعة من الأدفنتست بقيادة أحد أبناء نوبس. وكانت طقوسها أكثر تنظيمية بالمقارنة مغ قداس كنيسة انجلترا الناشئة عن تأثير البعثة الميلانيزية. وبدأت الكنيسة الرومانية الكاثوليكية العمل التبشيري في البلاد في عام 1957، وفي أواخر عقد 1990 غادرت جماعة الميثودية السابقة وشكلت الزمالة الكاريزمية. ووفي عام 2011 قال حوالي 34% من السكان أنهم أنجليكان، وحوالي 13% من أتباع الكنيسة المتحدة، وقال حوالي 12% أنهم رومان كاثوليك، في حين قال 3% أنهم من الأدفنتست.